# Leucochrysa (Leucochrysa) bolivari
Leucochrysa (Leucochrysa) bolivari is een insect uit de familie van de gaasvliegen (Chrysopidae), die tot de orde netvleugeligen (Neuroptera) behoort. 
Leucochrysa (Leucochrysa) bolivari is voor het eerst wetenschappelijk beschreven door Banks in 1944.